# Ratenice
Ratenice település Csehországban, a Kolíni járásban. Ratenice Vrbová Lhota, Dobřichov és Cerhenice településekkel határos. Lakosainak száma 663 fő (2024. január 1.).

## Népesség
A település lakosságának változását az alábbi diagram mutatja:
| Lakosok száma | 546  | 741  | 828  | 692  | 484  | 476  | 611  | 623  | 638  | 663  |
|               | 1869 | 1890 | 1921 | 1950 | 1980 | 2001 | 2017 | 2019 | 2022 | 2024 |